# ماریو ریجامونتی

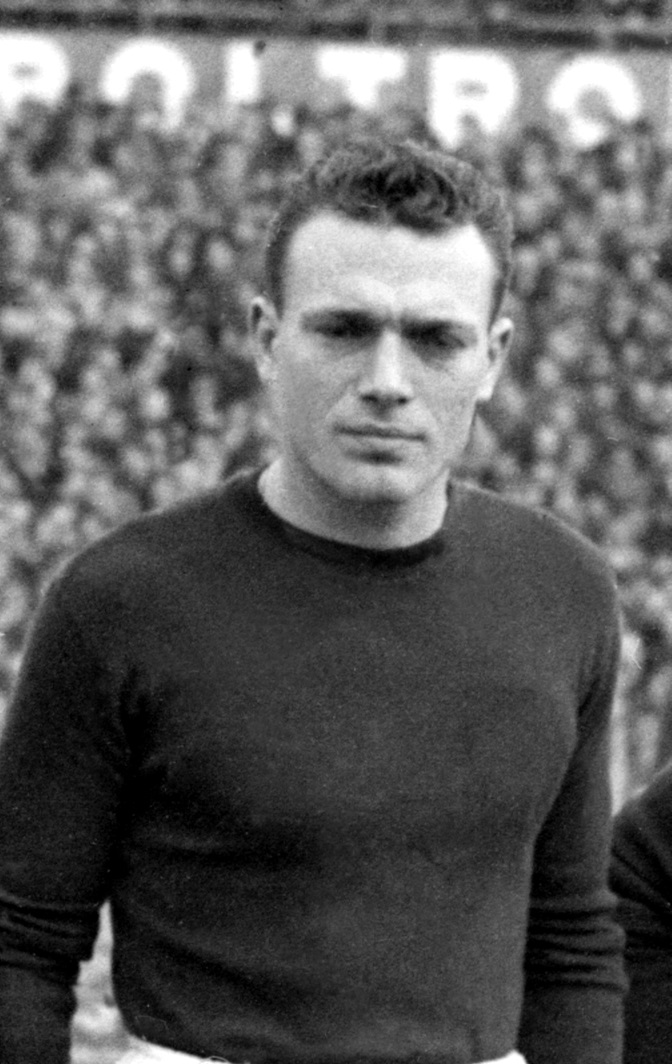
ماریو ریجامونتی

ماریو ریجامونتی (به ایتالیایی: Mario Rigamonti) بازیکن فوتبال و اهل ایتالیا است که از سال ۱۹۴۷ میلادی عضو تیم ملی فوتبال ایتالیا بوده و در ۳ بازی ملی حضور داشته‌است. او در بازی‌های ملی‌اش گلی به ثمر نرساند.
ماریو ریجامونتی آخرین بازی ملی خود را در سال ۱۹۴۹ میلادی انجام داد.